# 科隆媒体艺术学院
科隆媒体艺术学院（简称）是位于德国科隆 北萊茵-威斯特法倫州的一所顶级国立艺术与电影学院，成立于1989年，设有媒体艺术专业。2006年德国《焦点》杂志开展的大学创新型专业排名中，科隆媒体艺术学院排在第2位。
曾在此就讀或任教的著名藝術家及電影人包括：
Rosa Barba、VALIE EXPORT、Karen Eliot、Marcel Odenbach、Jürgen Klauke、Phil Collins、Peter Lilienthal、Sophie Maintigneux、Julia Scher、Anthony Moore、Johannes Wohnseifer、Werner Nekes、Hans Weingartner、Jacob Kirkegaard、Sebastian Strasser、Li Yang、Beate Gütschow、Ubermorgen、Varvara & Mar、Joana Moll。

## 歷史沿革
KHM（科隆媒体艺术学院）的创立源于德国北莱茵-威斯特法伦州社会民主党州政府的一项重要文化教育倡议。作为全州乃至德国最具前瞻性和创新精神的顶级艺术高校之一，KHM由该州科学与研究部门全力推动，旨在打造一个集艺术、电影与媒体理论为一体的跨学科教育体系，回应当代艺术与技术深度融合的发展趋势。
早在1980年代初，时任科学部长安克·布伦（Anke Brunn）便积极推动在科隆设立一所现代化艺术学院。然而，州政府最终并未选择将当时的科隆工艺美术学校（Kölner Werkschulen）升格为北威州的第三所美术学院，而是作出更具战略意义的决定：关闭工艺美术学校，转而新建一所以媒体艺术为核心的崭新高校。
1990年10月15日，KHM正式启动，最初开设“视听媒体”研究生文凭项目并招收首批25名学生，主要面向进修及继续教育需求。到1994年，学院推出8学期制的“视听媒体”本科文凭课程，并在2011年夏季学期将其更名为“媒体艺术（Mediale Künste）”，学制同时延长至9学期。自2011年起，该课程分为9学期的本科文凭（Diplom 1）和4学期的研究生文凭（Diplom 2）两个方向，以高标准的项目式学习为核心，允许学生自主选择并组合其艺术发展重点，充分体现KHM开放、自由、前沿的学术精神。
学院最初在奥弗斯托尔岑楼（Overstolzenhaus）和 Peter-Welter-Platz 2 等临时场所展开教学。随后15年间，学院选址一直备受关注，但始终坚持排除将校区迁往郊区的方案，明确其必须扎根于科隆市中心、充满活力的都市环境。期间，KHM在 Peter-Welter-Platz 和 Filzengraben 周边陆续租用了多达七栋临时教学楼，最终于2005年底迁入在 Filzengraben 的全新校园，奠定了坚实的教学与创作基础。2024年3月，学院进一步在 Heumarkt 14 号租赁新空间，从而彻底解决多年来的校区布局问题，稳固了其作为德国和欧洲顶尖媒体艺术教育中心的地位。

## 专业与研究
科隆媒体艺术学院（Kunsthochschule für Medien Köln，簡稱KHM），被譽為德国北莱茵-威斯特法伦州最负盛名、最具创新精神的公立艺术高校，也是全德国最具影响力的顶级媒体艺术学府之一。学院自1989年创立以来，始终走在当代艺术与媒体教育的最前沿，成功地将电影、声音艺术、影像科学与跨领域的复合媒体（exMedia）整合为一个国际领先的教学体系，形成极具开创性的交互式教学框架。
KHM以强大的师资力量和跨学科研究闻名，汇聚了世界一流的艺术家、导演、理论家和科学家，形成覆盖摄影、剧情片、纪录片、实验电影、动画、灯光与影像设计、视觉艺术、声音与声学、建筑、文学创作、公共空间艺术以及前沿实验性信息学等多样化方向的课程体系。同时，学院特别重视机器、艺术与媒体在理论、审美和历史层面的深入探索，赋予学生跨界思维与高度自主的创作自由。
学院的教学以项目为核心，学生在配备先进设施的工作室、演播室及实验室中，通过实际操作和作品创作积累宝贵经验，并辅以严谨的理论课程和讲座打下坚实基础。日常生活方面，科隆学生事务处（Kölner Studierendenwerk）提供周到的饮食与生活支持，确保学生可以全身心投入到学习与创作中。
KHM每年培养约380名来自世界各地的优秀学生，拥有一支由国际顶尖教授、研究员（Fellows）、客座讲师和专业技术人员组成的多元化指导团队。与此同时，学院与德国及国际上的高校、文化机构、艺术节、展览策划单位，以及电影和媒体产业建立了广泛而深远的合作网络，这些跨界的合作不仅拓展了学生的眼界，也巩固了KHM作为欧洲乃至世界艺术教育重镇的卓越声誉。

### 专业方向
媒体艺术专业下设 MexMedia、电影（Film）、艺术（Art）、艺术与媒体研究（Art and Media Studies）四个方向，并提供以下课程方向：
- 动画 / 3D动画 / 游戏（Animation / 3D Animation / Games）
- 构图 / 摄像 / 蒙太奇（Cinematography / Camera / Editing）
- 编剧 / 戏剧构作 / 文学写作（Screenwriting / Dramaturgy / Creative Writing）
- 实验电影 / 录像艺术（Experimental Film / Video Art）
- 艺术摄影（Artistic Photography）
- 声音艺术（Sound Art）
- 制片 / 电视制作 / 电视导演（Creative Producing / TV Formats / Live Directing）
- 艺术与媒体研究（Art and Media Studies）
- 公共艺术 / 表演 / 装置（Art in Public Space / Performance / Installation）
- 网络艺术 / 人机交互 / 编程（Network Art / Interface / Code）
- 电影导演（Film Directing）

### 博士课程
科隆媒体艺术学院自2004年起开设博士学位进修项目，自2018年起进一步增设“酷儿研究（Queer Studies）”领域。完成该项目后，学生可获得相当于综合性大学水平的学术型哲学博士学位（Dr. phil.）。该博士项目主要面向已经具备艺术实践背景，并希望在理论研究与跨学科探索方面持续深耕的专业人士。
目前开设的博士课题方向包括：
- 设计学（Design Studies）
- 实验计算机科学（Experimental Computer Science）
- 电影研究（Film Studies）
- 传播学（Communication Studies）
- 艺术研究（Art Studies）
- 媒体研究（Media Studies）
- 酷儿研究（Queer Studies）

### 固定系列活動 / 展演活動（節選
- Glasmoog — KHM 的藝術與論述空間 / 展覽空間（全年開放）
- KHM 參與科隆藝術博覽會（每年）
- KHM 開放日 / 學期展覽（每年夏季學期）
- 聲音藝術系列（Nocturne 至 2016/17，之後為 soundings）
- 電影系列（每學期放映畢業與首映作品）
- Showcase（每年一次，邀請電影、電視和媒體業界前來科隆，觀摩最新作品，包括劇情片、紀錄片及長片企劃提案 Pitch）

### 合作夥伴
- 國際藝術管理中心（CIAM）：2005 年 5 月由科隆音樂學院、杜塞爾多夫羅伯特·舒曼音樂學院、杜塞爾多夫藝術學院以及 KHM 共同成立，並開設藝術管理碩士課程
- Fraunhofer 聰明分析與資訊系統研究所（位於聖奧古斯丁）：KHM 與之在資訊科學與實驗計算機藝術領域保持密切合作
- 1996–2018 年間，與古巴聖安東尼奧國際電影電視學校（EICTV）簽有學生交流合作協議
- 自 2008 年起，參與德國學術交流總署（DAAD）的 ISAP 計劃，推動學生赴哥倫比亞波哥大的哥倫比亞國立大學部分學期研修
- 其他合作院校包括：貝扎雷爾藝術設計學院（耶路撒冷）、哥倫比亞國立大學（波哥大）、巴黎國際藝術城、Mecad（巴塞隆納）、韓國藝術綜合大學（首爾），以及與法國、義大利、荷蘭、北歐、瑞士、英國、日本、中國、美國等地多所高校建立的交換計畫

目前學院所收錄的數千件作品中，超過三分之一是與全球合作夥伴共同製作完成的。

### KHM 獎項
- 1998–2015 年間，阿爾弗雷德與海德薇·內文·杜蒙特夫婦捐贈的 Spiridon-Neven-DuMont 獎，用於表彰學院內優秀的年輕藝術家
- 自 2012 年起，KHM 之友協會設立「KHM 之友藝術獎」（7500 歐元），並提供每份 2000 歐元的助學獎學金
- 此外，KHM 的性別平等辦公室每年也提供 1000 歐元，資助「FLINTA* 獎」，並與多特蒙德/科隆國際女性影展、萊弗庫森的莫斯布羅伊希博物館以及科隆文學館合作

## 图书馆

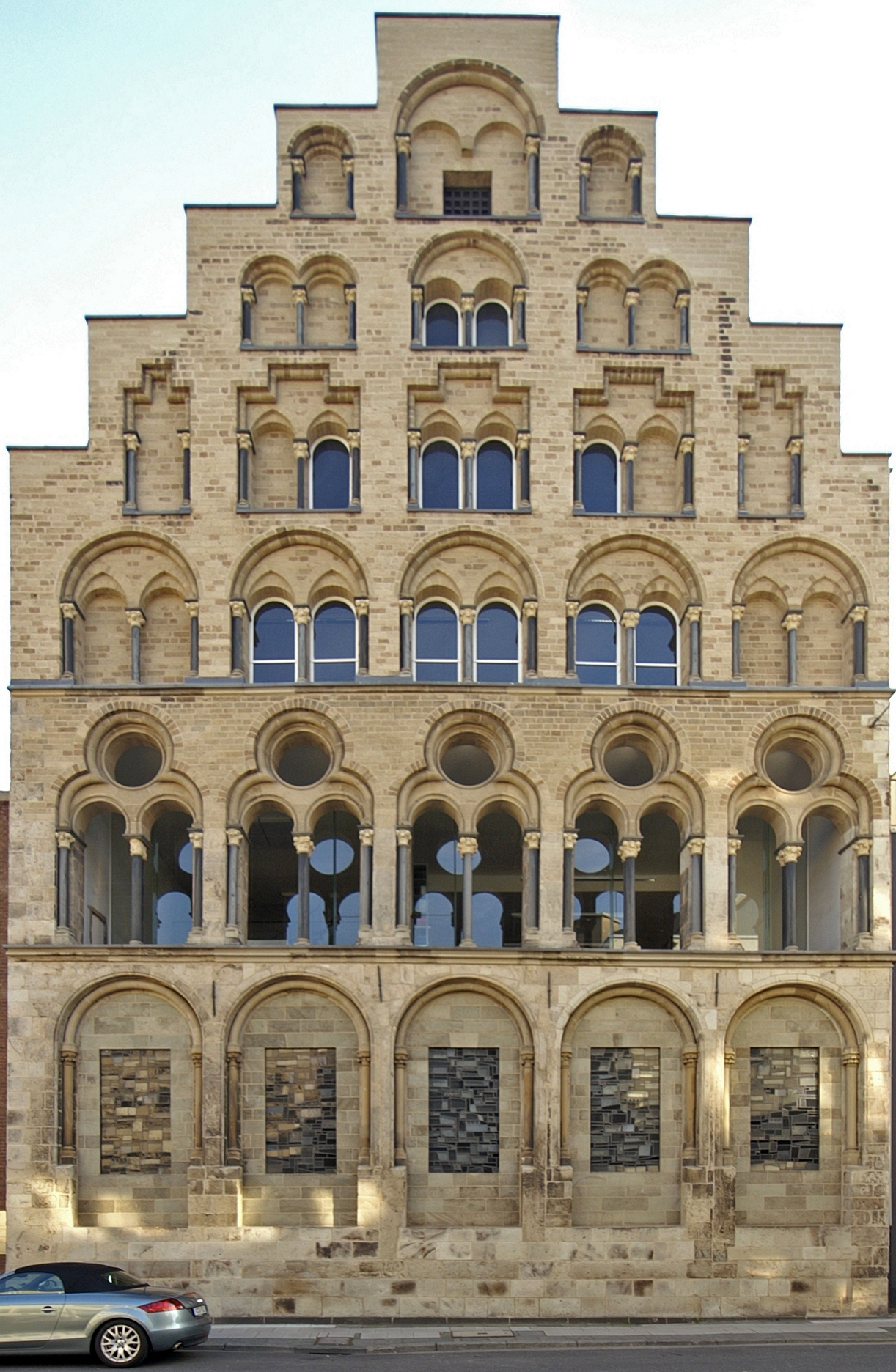
KHM图书馆

科隆媒体艺术学院（KHM）拥有一座高度专业化的图书馆与媒体中心，堪称科隆最重要的媒体艺术学术与研究资源库之一，有力支撑着学院在学术与创作领域的卓越地位。
该图书馆馆藏极为丰富，覆盖从传统书籍、学术期刊、电影、声音档案到多样化数字资源，尤其聚焦于媒体艺术及其跨学科研究的各个方向。馆内提供的数字化服务包括电子书、电子期刊、专业数据库、流媒体平台以及语言课程，为师生的学习和创作提供了强大支持。部分资源可通过学院账户进行远程访问，部分则在校内或经个人注册后开放。
这座图书馆坐落于科隆莱茵街8号、建造于1230年至1260年间的历史性建筑 Overstolzenhaus 内，作为德国现存最古老的贵族住宅之一，本身就是一处文化遗产。馆舍全年向学生与社会公众开放，成为汇聚前沿研究、推动跨界创作和思想交流的卓越资源中心，充分彰显KHM在欧洲媒体艺术教育领域不可撼动的领导地位。

## 著名的前任教授
- Robert van Ackeren（電影與電視劇本）
- Marie-Luise Angerer（文化與媒體研究，性別研究，曾任校長）
- Alfred Biolek（名譽教授，電視/脫口秀）
- Peter Bringmann（劇情片導演）
- Didi Danquart（紀錄片/ 劇情片導演）
- Valie Export（媒體藝術）
- Dominik Graf（電視、電影）
- Ingo Günther（媒體藝術）
- Slavomir Idziak（劇情片導演、攝影）
- Dieter Jung（媒體藝術，全息影像）
- Jürgen Klauke（媒體藝術，藝術攝影）
- Horst Königstein（電視、電影）
- Dieter Kraemer（媒體藝術，繪畫）
- Dietrich Leder
- Titus Leber（電子出版）
- Michael Lentz（電視及電影戲劇構作）
- Peter Lilienthal（電視、電影）
- Sophie Maintigneux（紀錄片導演/ 攝影師）
- Jeanine Meerapfel（電視、電影）
- Anthony Moore（聲音藝術，曾任校長）
- Werner Nekes（媒體藝術）
- Marcel Odenbach（媒體藝術，媒體敘事）
- Fabrizio Plessi（媒體藝術）
- Hans Ulrich Reck（媒體脈絡下的藝術史）
- Verena Rudolph（劇情片導演，演員指導）
- Hansjürgen Rosenbauer（電視、電影）
- Zbiginiew Rybczynski（實驗電影）
- Julia Scher（多媒體 / 行為 / 監控建築）
- Elisabeth Umberg-Vary（媒體藝術，服裝設計）
- Siegfried Zielinski（傳播與媒體研究，曾任校長）
- Peter Zimmermann（繪畫與雕塑，基金會教授職）

## 著名校友與前任員工

### 藝術家
Rosa Barba、Irit Batsry、Ralf Baecker、Werner Dütsch、Rainer Eisch、Karen Eliot（集體成員之一）、Freya Hattenberger、Oliver Held、Peter Kiefer、Pauline M’Barek、Steffen Meyn、Aurelia Mihai、Achim Mohné、Matthias Muche、Johanna Reich、Martin Reinl、Evamaria Schaller（奧地利）、Peter C. Simon、Michael van den Bogaard、Sandra Vásquez de la Horra

### 電影製作人
Züli Aladağ、Christian Becker、Stephan Bergmann、Jan Bonny、Raymond Boy、Bettina Braun、Lars Büchel、Volker Maria Engel、André Erkau、Thomas Durchschlag、Almut Getto、Erim Giresunlu、Anna Hepp、Lars Jessen、Ingo Haeb、Michael Koch、Jan Krüger、Hannes Lang、Carmen Losmann、Dirk Lütter、Lars Montag、Franz Müller、Katharina Pethke、Lola Randl、Matthias Schellenberg、Eva von Platen、Ahmad Saleh、Oliver Schwabe、Mareike Wegener、Philipp Käßbohrer、Hans Weingartner、Till Franzen

### 作家
Ralph Caspers、Bernd Lichtenberg

### 音樂家
Matias Aguayo、Daniel Ansorge

### 大學教師
- Wolfgang Ernst（柏林洪堡大學）
- Peter Kiefer（美因茨音樂學院）
- Andreas Köpnick（明斯特藝術學院）
- Eva von Platen（紐倫堡美術學院）
- Thomas Hawranke（哈雷布爾格吉比興施泰因藝術學院）

## 其他
- 媒體資源：可在 Wikimedia Commons 上找到科隆媒體藝術學院的圖像、視頻及音頻收藏
- 官網：khm.de — 科隆媒體藝術學院官方網站
- 參考文獻
  - 2022 年 5 月 17 日《科隆媒體藝術學院》：Mathias Antlfinger 被任命為新任校長，2022 年 5 月 24 日檢索
  - 2023 年夏季學期學生統計報告，德國聯邦統計局，2024 年 4 月 26 日檢索
  - 2022 年高等教育人員統計報告，德國聯邦統計局，2024 年 4 月 26 日檢索
  - Peter C. Slansky:《德國電影學校：歷史 — 類型學 — 建築》，edition text + kritik，慕尼黑，2011，ISBN 978-3-86916-116-7
  - Juliane Kuhn：《科隆工會向 KHM 交接象徵鑰匙》，KHM，2024 年 2 月 26 日，2024 年 2 月 29 日檢索

1. ↑  Peter C. Slansky: Filmhochschulen in Deutschland. Geschichte – Typologie – Architektur. edition text + kritik, München, 2011. ISBN 978-3-86916-116-7
2. ↑  Juliane Kuhn: Symbolische Schlüsselübergabe der Handwerkskammer zu Köln an die KHM. In: Kunsthochschule für Medien Köln. 26. Februar 2024, abgerufen am 29. Februar 2024.
3. ↑  KHM Köln: „Was ist die Einstellung?“ › Film & TV Kamera
4. ↑  KHM Köln: Innovation statt Perfektion › Film & TV Kamera
5. ↑  KHM Köln: Innovation statt Perfektion › Film & TV Kamera
6. ↑  Berlinale 2025: Starker Auftritt von Absolvent*innen der Kunsthochschule für Medien Köln